# Paula Koivuniemi
Paula Kristiina Koivuniemi, född 19 juni 1947 i Seinäjoki, är en av Finlands största sångerskor. Koivuniemi började sin karriär redan på 1960-talet och har varit en av finländarnas favoritartister genom tiderna tack vare hennes många tidlösa hitlåtar och hennes mörk alttoröst. Några av hennes största hits är "Aikuinen nainen", "Perhonen", "Tummat Silmät, ruskea Tukka", "Sua Vasten Aina Painautuisin" och "Jos Konduktöörin Nait". Koivuniemi har fått 13 guldcertifikat, en platinacertifikat och en dubbelplatinacertifikat.
Koivuniemi har även varit domare/mentor i The Voice of Finland. År 2022 berättade Koivuniemi att hon avslutar sin karriär. Samma år fick Koivuniemi Pro Finlandia-medaljen.

## Karriär

### Tidig karriär
Paula Koivuniemi föddes i en musikerfamilj. Hon intresserade sig för musik redan som ung. Hennes far Mauri Koivuniemi var en populär dansmusiker i Södra Österbotten. Han hade ett dansband där han spelade dragspel. Paula Koivuniemi följde med sin far på hans dansorkesters spelningar. År 1965, som 18-åring, reste Paula Koivuniemi till Sudbury i Kanada för att bo hos sina mostrar. Där arbetade hon som städare i ett år, tog hand om sina yngre kusiner och uppträdde som sångsolist i sina musikersläktingars band.

### 1960-talet
Koivuniemis musikkarriär började egentligen på mitten av 1960-talet när Toivo Kärki lät henne spela in låten "Perhonen" (1966). Sången blev genast en hit, och den följdes av succévisorna "Jos helmiä kyyneleet ois" (1968) och "Jos konduktöörin nait" (1972). "Jos helmiä kyyneleet ois" var en av de låttexter som skrevs av Helena Eeva, som avled 1960, och som Toivo Kärki hittade i sin byrålåda och komponerade för Koivuniemi. Andra Kärki-inspelningar från 1960-talet med Koivuniemi inkluderade trallfoxarna "Mitä mulle jää" (1969, text av Tuula Valkama) och "Kaupungin illassa yksin" (1969, text av Pauli Salonen).

### 1980-talet
Koivuniemis karriär hade fått en imponerande flygstart, vilket kulminerade i början av 1980-talet när Esa Nieminen blev hennes producent. Koivuniemi fortsatte att samarbeta med Nieminen för två decennier. Albumet "Vie minut pois" som släpptes år 1980 passerade diamantplatsen med över 50 000 sålda album. Låtarna "Tummat silmät ruskea tukka" (ursprungligen "Le cœur somnambule") och "Romantiikkaa" blev stora hits som släpptes som singlar från albumet, och de inledde en framgångsrik serie av hits under årtiondet. Albumet innehöll också Koivuniemis sista inspelning med Toivo Kärki, "Kun vaivut sylissäni uneen" (arrangerad av Markku Johansson, text av Juha Vainio). Vid konserter och TV-program framförde Koivuniemi också mycket av Kärkis material under åren, även låtar som hon inte hade spelat in. Sammanlagt spelade Koivuniemi in 9 av Kärkis original låtar mellan åren 1966-1980.
År 1982 släpptes albumet "Luotan sydämen ääneen", och de mest livskraftiga låtarna från albumet visade sig vara "Aikaan sinikellojen" och framför allt "Aikuinen nainen" (Ursprungligen "Maledetta primavera").
Under årtiondet spelades även coverversioner flitigt på skivspelare och kassettbandspelare, som "Sata kesää, tuhat yötä", "Ilman minua", "Kuuleeko yö" och "Hei Buona Notte". Bland de finska schlagersuccéerna fanns "Kotikadun tunnelmaa", "Rakkaustarina" och "Siivet". Under 1980-talet erhöll Koivuniemi nio guldskivor och en diamantskiva. År 1987 vann hon en Emma-pris i kategorin Årets kvinnliga soloartist.

### 1990-talet
Under 1990-talet fortsatte Koivuniemi att spela in skivor och göra regelbundna framträdanden, även om det inte skapades lika många hits som under det föregående årtiondet. Stilmässigt fortsatte albumen i början av 1990-talet i samma linje som på 1980-talet: en stor del av melodierna var coverversioner av utländska framgångssånger, medan resten var traditionella, ofta melankoliska finska schlagers. Italienska översättningsmelodier fortsatte att vara en del av repertoaren, såsom "Uskon huomiseen" och "Kulku ihmisen" från albumet "Täyttä elämää" (1991), samt Toto Cutugnos komponerade "Rakkaus vain" (ursprungligen "L'amore è") från albumet "Rakkaudella, sinun" (1993).
Kompositionerna var oftare finska originallåtar istället för översättningsmelodier, som "Se kesäni mun", "Ruusuja ja shampanjaa" och "Kun kuuntelen Tomppaa". Av de tolv låtarna på albumet "Täyttä elämää" från 1991 var hälften översättningsmelodier, och på albumet "Se kesäni mun" från tre år senare var bara en av tolv låtar en översättningsmelodi. Från och med albumet "Se kesäni mun" har Koivuniemis studioalbum i stort sett bestått av finsk produktion. Trots minskad skivförsäljning vilade Koivuniemi inte på sina lagrar utan utvecklade framgångsrikt sin stil i en ungdomligare riktning.
År 1996 tilldelades Koivuniemi en special-Emma-pris.

### 2000-talet

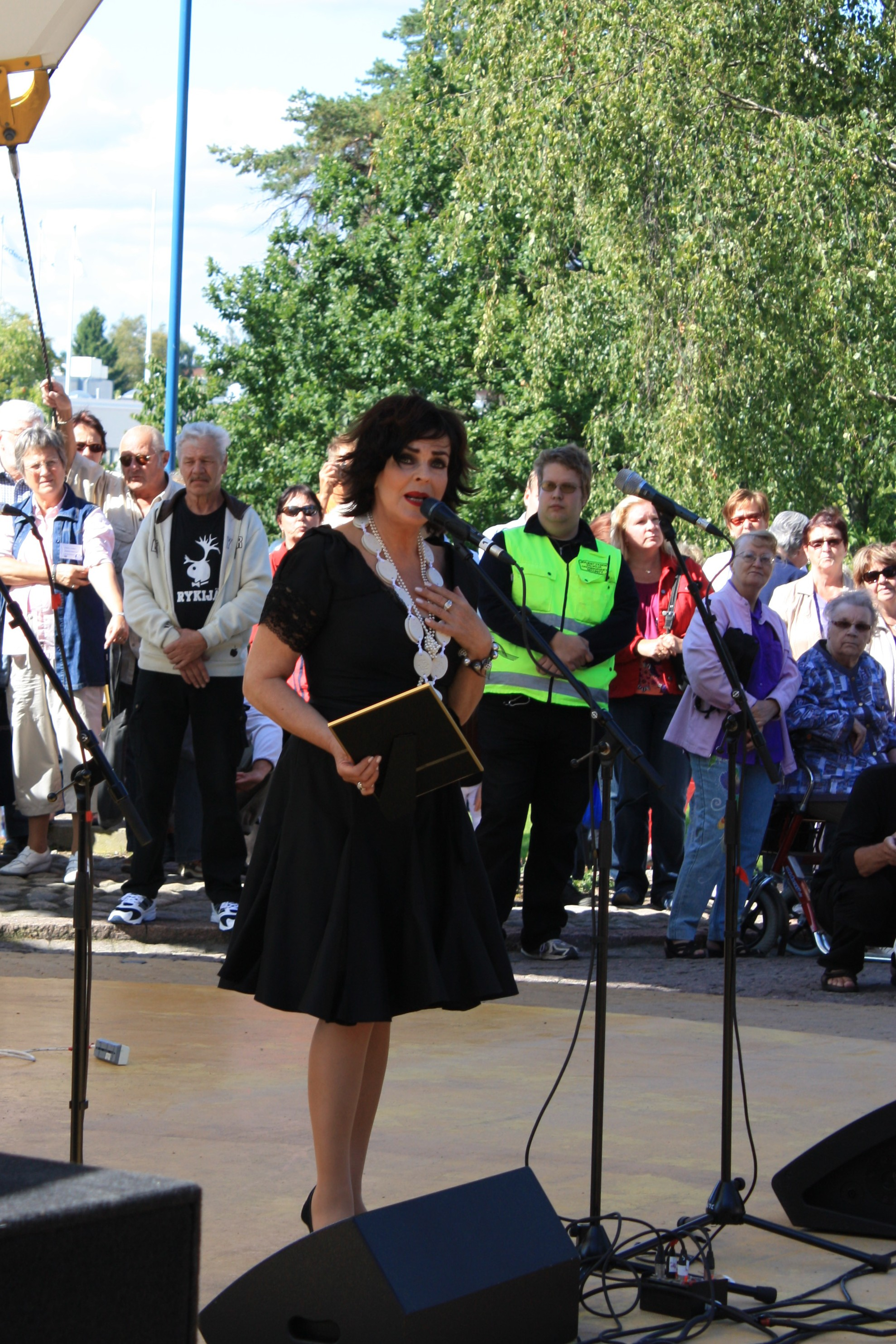
Koivuniemi år 2009

2000-talet började med projektet "Leidit lavalla" där Koivuniemi samarbetade med Katri Helena, Marion Rung och Lea Laven. De fick en guldskiva för albumet "Leidit levyllä". År 2003 släpptes albumet "Rakastunut" i samarbete med Esa Nieminen. År 2004 gjorde Koivuniemi en konsertturné tillsammans med Kari Tapio under namnet "Reissumies ja kissa", där de framförde låtar av Toivo Kärki och Reino Helismaa. Markku Johansson var dirigent. År 2006 släpptes albumet "Yöperhonen" som sålde guld. Från albumet blev låten "Kuka pelkää Paulaa" en långvarig hit. År 2007 släpptes albumet "Timantti", som också blev guld. Koivuniemis album "Nainen", som släpptes den 13 maj 2009, debuterade direkt på sjätte plats på Finlands officiella albumlista.
År 2008 firade Provinssirock i Seinäjoki sitt 30-årsjubileum, och Paula Koivuniemi var en av artisterna på festivalen. Hon uppträdde för rockpubliken söndagen den 15 juni. Samma år åkte Koivuniemi på turné tillsammans med Jorma Kääriäinen och Kari Tapio, ackompanjerade av Riku Niemis orkester. År 2009 uppträdde Koivuniemi på några av Finlands största festivaler, inklusive RMJ (Raumanmeren Juhannus).
År 2006 belönades Koivuniemi med Iskelmä-Finlandia-priset och år 2002 fick hon Anna-Liisa-priset, som var det första priset för kvinnliga sångare och som introducerades av Maarit Niiniluoto vid Toivo Kärki-evenemanget i Vääksy, Asikkala.

### 2010-talet
Den 7 april 2010 släpptes albumet "Rakkaudesta", som nådde tredje plats på Finlands officiella Top 50 albumlista. Albumet sålde tillräckligt för att bli belönat med en guldskiva redan i slutet av april. I mars 2011 bytte Koivuniemi skivbolag från AXR Music till Warner Music Finland. Hon började arbeta på sitt nästa album på hösten, och det släpptes den 9 maj 2012. Stilmässigt är albumet "Matka" en blandning av pop och ballader. Den första singeln från albumet, "Queen", släpptes den 19 mars 2012 och hade en disco-influerad stil.
I november 2013 släppte Koivuniemi sitt första julalbum, som innehåller klassiker som "Varpunen jouluaamuna" (Sparven om julmorgonen) och "Konsta Jylhän joululaulu" (Konsta Jylhäs julsång).
År 2014 medverkade Koivuniemi i den tredje säsongen av TV-serien "Vain elämää", den finska versionen av Så mycket bättre.

## Privatliv
Paula Koivuniemi har varit gift två gånger, först med Harri Lehde från 1969 till 1975, och sedan med Hannu Hiltunen från 1996 till 1998. Hennes son, Toni Lehti, har också spelat i hennes band. Koivuniemis mest kända romantiska partner är politikern Ilkka Kanerva från Samlingspartiet, som i sin bok "Moniottelija" beskriver Paula Koivuniemi som "kvinnan i hans liv". Koivuniemis brorson är professionell bowlingspelare Mika Koivuniemi.
Paula Koivuniemi är ambassadör för bilfärjan Viking XPRS.

## Diskografi
Album
- Leikki riittää  (1975)
- Paula Koivuniemi  (1977)
- Sinulle vain  (1978) guldskiva
- Lady Sentimental  (1978) guldskiva
- Vie minut pois  (1980) guldskiva, diamantskiva
- Sata kesää, tuhat yötä  (1981) guldskiva
- Luotan sydämen ääneen  (1982) guldskiva
- Lähdetään  (1983) guldskiva
- Rakkaustarina  (1984)
- Ilman minua  (1986) guldskiva
- Hei Buonanotte  (1987) guldskiva
- Sen siksi tein  (1989) guldskiva
- Täyttä elämää  (1991)
- Rakkaudella, sinun  (1993)
- Se kesäni mun  (1994)
- Tulisielu  (1996)
- Kuuntelen Tomppaa  (1999)
- Rakastunut  (2003)
- Yöperhonen  (2006) guldskiva
- Timantti  (2007) guldskiva
- Nainen  (2009)
- Rakkaudesta  (2010) guldskiva
- Matka  (2012)
- Kun joulu on  (2013) guldskiva
- Duetot  (2016)
- Elämästä  (2018)

Samlingsalbum
- 20 toivottua levytystä  (1987)
- Paula Koivuniemi  (1988)
- 18 suosittua levytystä  (1989)
- Santa Maria – hitit 1983–90  (1990)
- 21 romanttista laulua  (1990)
- Sinulle vain – 16 suosikki-iskelmää  (1991)
- Toivotut  (1992)
- Suomen parhaat  (1993)
- 20 suosikkia – Perhonen  (1995)
- Parhaat (Valitut palat)  (1996)
- 20 suosikkia – Aikuinen nainen  (1997)
- 20 suosikkia – Kuuleeko yö  (1998)
- Leidit levyllä  (2000) guldskiva
- Kaikki parhaat (Musiikin mestareita)  (2001)
- Suuret sävelet  (2001)
- Nostalgia  (2005)
- 40 unohtumatonta laulua  (2006)
- Lauluja rakkaudesta  (2006)
- Täydet 100  (2008)
- Collections  (2008)
- Tähtisarja – 30 suosikkia  (2009)

## Utmärkelser
- Pro Finlandia-medaljen av Finlands Lejons orden,  6 december 2022[1]

[Redigera Wikidata]